# Прогресс (Середино-Будский район)
Прогресс (укр. Прогрес, до 2016 г. — Красный Прогресс) — посёлок,
Середина-Будский городской совет,
Середино-Будский район,
Сумская область,
Украина.
До 2016 года посёлок носил название Красный Прогресс .
Код КОАТУУ — 5924410102. Население по переписи 2001 года составляло 225 человек.

## Географическое положение
Посёлок Прогресс находится на расстоянии в 1 км от города Середина-Буда и села Сорокино.
Рядом проходят автомобильная дорога Т-1915 и
железная дорога, станции Середина-Буда и Платформа 507 км в 2-х км.